# Laguna Cochicó
La laguna Cochicó es un espejo de agua perteneciente a la cuenca endorreica del sistema de las Encadenadas del Oeste, en el interior de la provincia de Buenos Aires (más exactamente en el suroeste de la misma), Argentina. 
Es la segunda laguna de dicho sistema, delimitada por la Ruta Provincial 65 al este y la Ruta Nacional 33 al oeste; recibiendo los aportes de la laguna Alsina a través de una canal; y descargando sus aguas sobre la laguna del Monte a través de otro canal regulado con compuertas.

## Características
La vegetación acuática es abundante en sectores costeros, predominando el junco de Schoenoplectus. Esto permite la presencia de una importante avifauna con 18 especies diferentes. En sus aguas viven 14 especies de peces, destacándose el pejerrey.

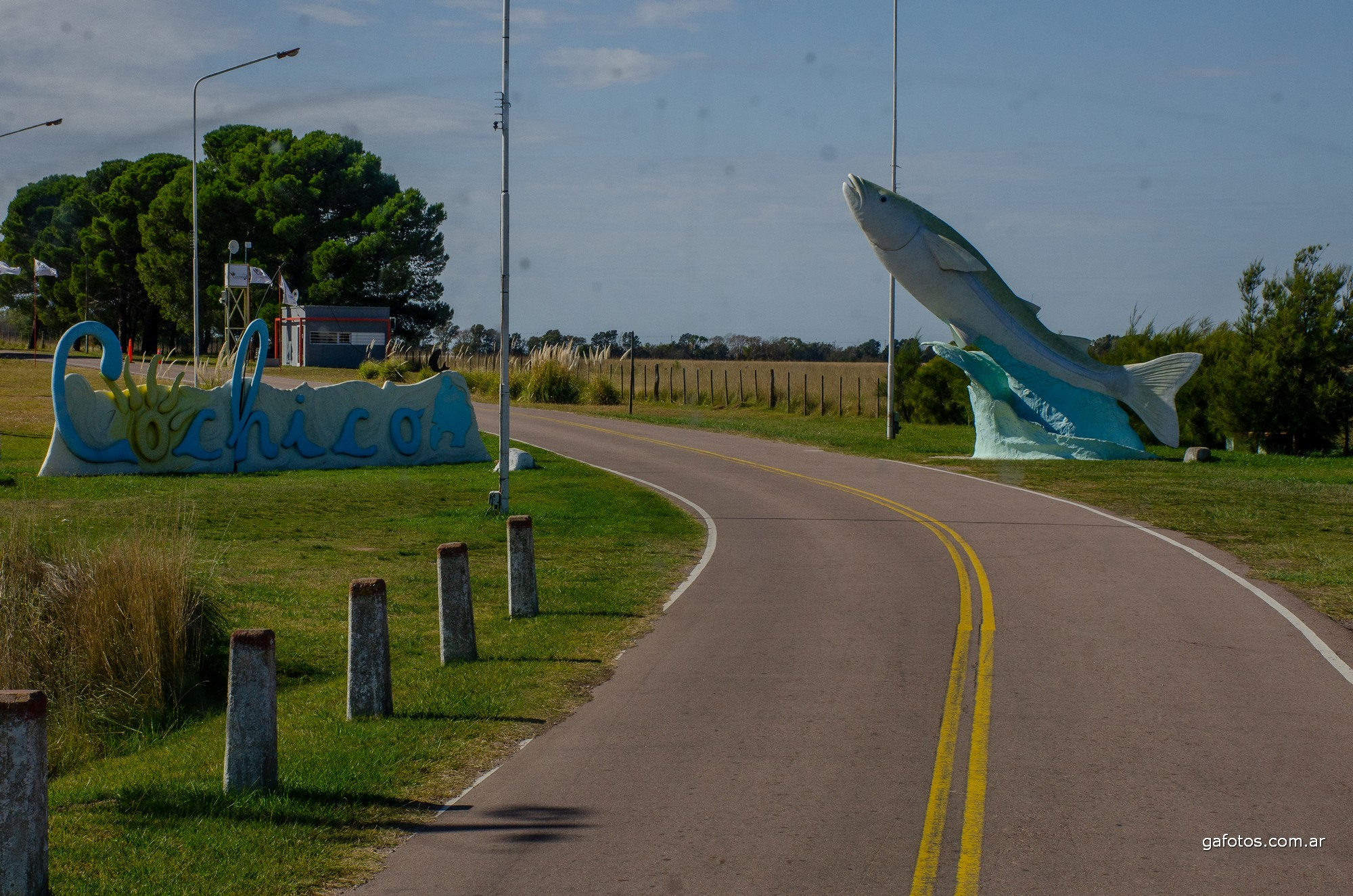
Entrada al balneario